# Юэян (уезд)
Юэя́н (кит. упр. 岳阳, пиньинь Yuèyáng) — уезд городского округа Юэян провинции Хунань (КНР). 

## История
В 210 году по приказу Сунь Цюаня Лу Су для защиты продовольственных складов в Бацю возвёл крепость Бацю (巴丘城). Эта дата считается официальной датой основания Юэяна. После объединения китайских земель в составе империи Цзинь в 280 году был создан уезд Балин (巴陵县), который потом более полутора тысяч лет служил местом размещения властей различного уровня.
После Синьхайской революции уезд Балин был в 1913 году переименован в Юэян (岳阳县).
После образования КНР в 1949 году был создан Специальный район Чанша (长沙专区), и уезд вошёл в его состав. В 1952 году Специальный район Чанша был переименован в Специальный район Сянтань (湘潭专区). В 1960 году урбанизированная часть уезда Юэян была выделена в отдельный город Юэян, но в 1962 году город Юэян был расформирован, а его территория была возвращена в состав уезда Юэян.
В 1964 году был образован Специальный район Юэян (岳阳专区), и уезд перешёл в его состав. В 1970 году Специальный район Юэян был переименован в Округ Юэян (岳阳地区). В 1975 году урбанизированная часть уезда Юэян была вновь выделена в отдельный город Юэян. В 1981 году был расформирован уезд Юэян, а его территория вошла в состав города Юэян.
Постановлением Госсовета КНР от 8 февраля 1983 года округ Юэян был расформирован, а город Юэян перешёл в подчинение провинциальным властям, но уже 13 июля 1983 года ситуация была отыграна обратно, при этом из города Юэян был вновь выделен уезд Юэян.
Постановлением Госсовета КНР от 27 января 1986 года город Юэян и округ Юэян были объединены в городской округ Юэян.

## Административное деление
Уезд делится на 11 посёлков и 3 волости.

## Экономика
В уезде развиты сельское хозяйство (зерновые) и пищевая промышленность.